# Чёрный Мыс (Убинский район)
Чёрный Мыс — село в Убинском районе Новосибирской области. Административный центр Черномысинского сельсовета.

## География
Площадь села — 106 гектаров.

## Население
| 2002 | 2007 | 2010 |
| ---- | ---- | ---- |
| 582  | ↘553 | ↘370 |

## Инфраструктура
В селе по данным на 2007 год функционирует 1 учреждение здравоохранения и 1 учреждение образования.